# Federico Errázuriz Zañartu
Federico Errázuriz Zañartu (Santiago del Cile, 25 aprile 1825 – Santiago del Cile, 20 luglio 1877) è stato un avvocato e politico cileno.
Fu presidente del Cile dal 18 settembre 1871 al 18 settembre 1876.
Laureato in Giurisprudenza (1846) e Teologia (1848), nel 1849 fu eletto deputato, ma fu arrestato per le sue idee liberali ed esiliato a Lima. Oppositore del presidente Manuel Montt Torres, partecipò all'insurrezione post-elettorale del generale De la Cruz (il candidato liberale sconfitto alle elezioni presidenziali del 1851) e fu condannato a morte in contumacia. Regidor di Santiago, guidò l'opposizione liberale al governo; eletto deputato nel 1855, fu arrestato per la partecipazione ai moti del 1859. Riabilitato nel 1861, nell'ambito della politica di riconciliazione tra conservatori e liberali avviata dal presidente Joaquín Pérez Mascayano, ottenne diversi incarichi di governo. Fu subito eletto deputato (1861) e nominato dal presidente Pérez intendente di Santiago (1863), ministro di Giustizia, Culto e Pubblica Istruzione (1865) e ministro di Guerra e Marina, infine senatore (1867).
Eletto presidente, formò un governo liberale e laico. Istituì il Ministero delle Relazioni Estere, organizzandolo sul modello delle cancellerie europee, e rafforzò la Marina militare, edotto dall'esperienza della guerra del 1866-1871 contro la Spagna. Firmò un trattato con l'Argentina per il possesso della Patagonia e uno con la Bolivia per l'amministrazione del Deserto di Atacama (1874). Abolì i tribunali ecclesiastici, promulgò il Codice Penale (1874) e la Legge Organica sui Tribunali (1875). Ampliò la libertà di stampa e di culto, permise la sepoltura dei non cattolici in cimiteri laici (cimiteri generali). Emendò la Costituzione del 1833, riformando il sistema elettorale.
Suo figlio, Federico Errázuriz Echaurren, fu presidente del Cile dal 1896 al 1901.